# Oswald Seewald
Oswald Seewald (* 19. Juli 1918 in Leoben; † 5. Oktober 1984 in Linz) war ein österreichischer Techniker und von 1949 bis 1954 Oberösterreichischer Landtagsabgeordneter.

## Leben und Wirken
Oswald Seewald wurde am 19. Juli 1918 als uneheliches Kind in Leoben geboren; über sein weiteres Leben ist nur wenig bekannt. Während des Zweiten Weltkriegs war Seewald Mitglied der Sturmabteilung und wurde in Heft 6 der Zeitschrift SA in Feldgrau – Feldpostbriefe der SA-Gruppe Südmark im September 1940 als ausgezeichneter SA-Mann der Gruppe Südmark geführt; zu diesem Zeitpunkt war das Mitglied des Jagdgeschwaders im Rang eines Scharführers. Im März/April 1942 wurde die Beförderung Seewalds zum Feldwebel bekanntgegeben. Bereits im Mai/Juni 1942 wurde die Beförderung des Oberscharführers und Wachtmeisters zum Leutnant verlautbart. Am 12. Juni 1943 hatte er in Graz in zweiter Ehe geheiratet. Nach dem Zweiten Weltkrieg war der Ingenieur als Techniker bei den Vereinigte Österreichische Eisen- und Stahlwerk (VÖEST) tätig. Des Weiteren war er in der Landesbaudirektion des Amts der Oberösterreichischen Landesregierung beschäftigt. Als eines von zehn Parteimitgliedern schaffte er mit der im selben Jahr gegründeten Wahlpartei der Unabhängigen (WdU) im Jahre 1949 den Einzug in den Oberösterreichischen Landtag. In diesem war er in der 17. Gesetzgebungsperiode vom 5. November 1949 bis zum 18. November 1955 aktiv. Am 7. Mai 1949 hatte er in der Pfarrkirche St. Michael in Linz die Friederike Anna Bisswanger geheiratet (3. Ehe). Nachdem er zwischenzeitlich aus der römisch-katholischen Kirche ausgetreten war, war er mit 3. Oktober 1979 wieder römisch-katholisch geworden. Am 6. Februar 1984 – acht Monate vor seinem Tod – trat er wieder aus der Kirche aus.
Am 5. Oktober 1984 starb der verheiratete Vater von vier Kindern im Alter von 66 Jahren in Linz.